# "Deklaracija" i borba za hrvatsku samostalnost
"Deklaracija" i borba za hrvatsku samostalnost, hrvatski dokumentarni film iz 1997. godine. Govori o razvitku hrvatske državotvorne ideje i putu prema samostalnoj Hrvatskoj. Autor je Darko Dovranić. U filmu govore sudionici zbivanja Vlatko Pavletić, Dalibor Brozović, Slavko Mihalić i drugi. Deklaracija o nazivu i položaju hrvatskog jezika bila je više od borbe za samostalnost i neovisnost u Jugoslaviji potlačenog i podređenog hrvatskog jezika. Bila je jedan drski čin prema konzervativnim jugokomunistima, jugounitaristima i prikrivenim velikosrbima antihrvatskoga jugoslavenskog sustava. Mnogi su to naslućivali, ali rijetki su znali zbog čega su se stvorile takve turbulencije u društvu i podigla tolika hajka na potpisnike i one koji su poduprijeli Deklaraciju. Pokazalo se da se stvorio čvrsti krug, jezgra domoljubnih ideologa i intelektualaca koji će voditi dugotrajnu borbu do samostalnosti Hrvatske. Tvorili su ga ljudi oko Miroslava Krleže, ponajviše okupljajući u Matici hrvatskoj, gdje je važnu ulogu imao i Tuđmanov Institut za historiju radničkog pokreta. U vladajućoj Partiji (Savezu komunista) tek najiskusniji čelnici kao Vladimir Bakarić shvatili su da Deklaracija to znači.